# Бловак
Бловак (фр. Blauvac) — коммуна во французском департаменте Воклюз региона Прованс — Альпы — Лазурный Берег. Относится к кантону Мормуарон.	

## Географическое положение

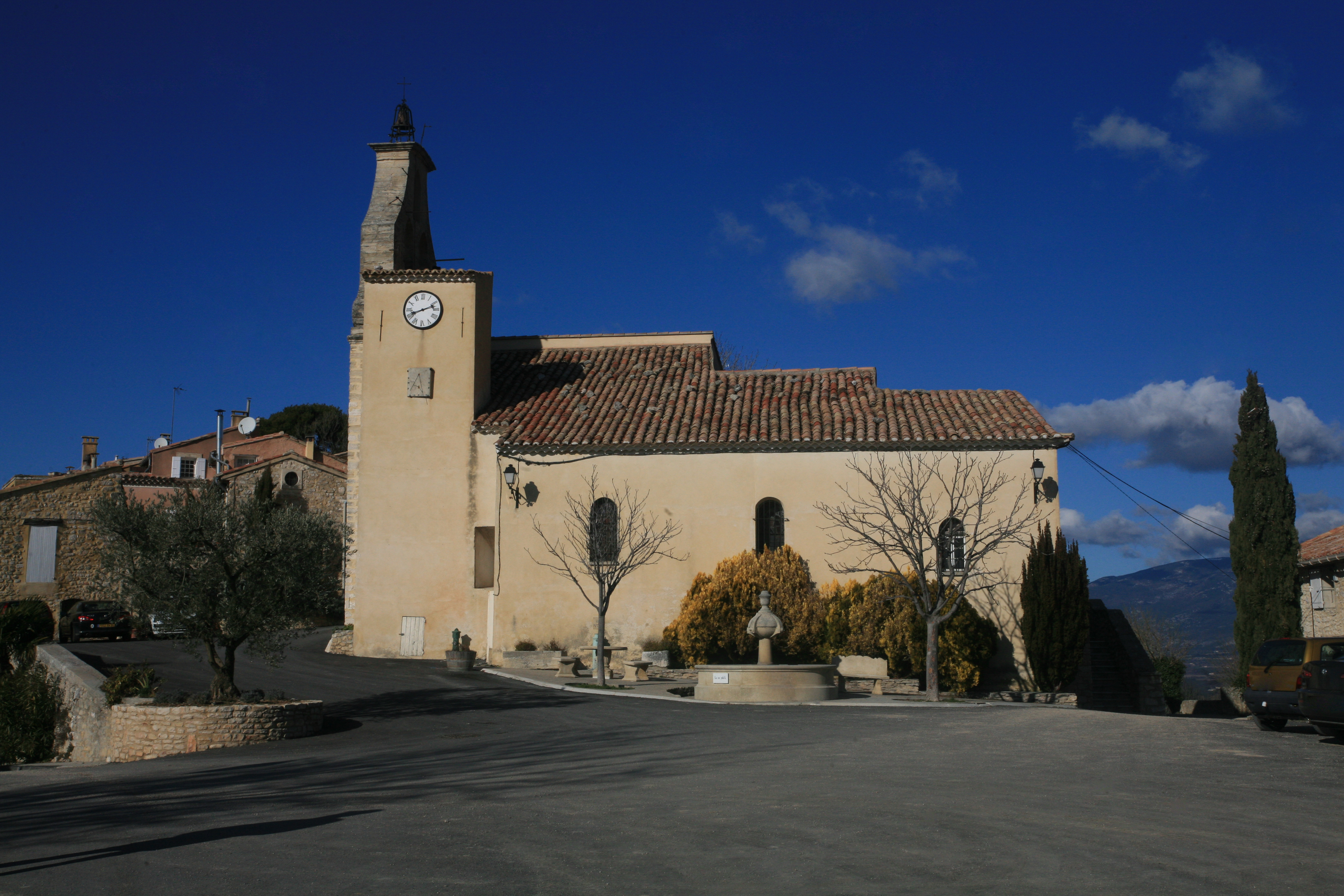
Церковь Сен-Себастьян.

Бловак расположен в 32 км к северо-востоку от Авиньона. Соседние коммуны: Мормуарон на севере, Виль-сюр-Озон на северо-востоке, Метами на юго-востоке, Мальмор-дю-Конта на юго-западе, Мазан на северо-западе.

### Гидрография
Коммуна стоит на реке Неск.

## Демография
Население коммуны на 2010 год составляло 447 человек.
| 1962 | 1968 | 1975 | 1982 | 1990 | 1999 | 2010 |
| ---- | ---- | ---- | ---- | ---- | ---- | ---- |
| 198  | 198  | 215  | 228  | 274  | 337  | 447  |

## Достопримечательности
- Церковь Сен-Себастьян.